# 格鲁代
格鲁代是波黑实体之一波黑联邦西赫塞哥維納州的市镇。市镇面积为220.8平方公里，2013年人口数量为17,865人。

## 地理
格鲁代距离莫斯塔爾49公里、伊莫茨基19公里、斯普利特100公里。

## 人口
在2013年人口普查中，格鲁代共有17,308名居民：
- 17,263 克族（99.74%）
- 9 塞族（0.05%）
- 2 波族（0.01%）
- 34 其他（0.2%）